# 香港袁氏
袁氏歷史悠長，文獻可追溯至明初，其家族龐大，發源於河南汝南（今河南省駐馬店市汝南縣），後一路遷至江西，從廣東韶關入粵。約11至12世紀，於東莞的溫塘村定居。

## 歷史沿起
明朝初年，羅湖袁氏先祖袁彥安，屢赴科舉選賢，奈何時幣因緣，功名蹭蹬，遂彷古人歸隱田居。就此，連同父親袁觀德及兩名兒子，從東莞溫塘遷至寶安羅湖一帶，並在羅湖置田地，建公祠築室居，成為羅湖村袁氏開基之祖，並以務農開懇為業，奠定早期圍村文化雛形。當時香港屬於寶安區域，與深圳一河之隔，村民每天早出晚歸渡河耕作。

## 袁氏宗祠
袁氏宗祠乃袁氏先賢及祖宗祭祀場所，位建深圳羅湖村。據袁氏族譜所載，袁氏十一世祖袁觀德公於明朝初年建立羅湖村，至今已有超過600年歷史。後因時代城市發展因素，已被拆卸。
袁氏族人源於廣東東莞，在14至15世纪期間由十二世祖袁彥安帶同族人遷徙至寶安，及后其子孫定居深圳及新界沙嶺等地并建立羅湖村。袁氏宗祠即由袁彥安所有。

## 解放初期
建國之初的50年代，中國與港英政府兩地邊境政策嚴峻。就政治及制度等有所分歧，港府亦憂慮內地人湧入香港會對管治造成混亂，就此對當時重要出入境管道羅湖橋進行管制。及後，港英政府於1951年5月25日起，實施新界邊界地區宵禁令。並在6月15日起，根據《邊境禁區命令》實施封鎖新界北部的邊境地區，進入或逗留於邊境禁區者，必須向警方申領通行證。由於兩地當年邊境關係緊張，加上局勢動盪不穩，兩地袁氏族人被迫分割兩地生活。從地緣上，袁氏羅湖村大部份位處大陸，有部分土地卻因一橋之隔而落在香港。縱使分隔兩地，袁氏宗親會亦就在1986年成立旨力保有傳統文化及聯繫兩地袁氏。

## 與時並進
時至今日，袁氏後人多聚居於深圳寶安及新界沙嶺一帶，成為香港主要原居民。根據村中父老所述，袁氏羅湖有近五百人，香港新界上水則有千多人，根據地仍然在新界沙嶺一帶。袁氏宗祠說因時代變化被拆卸，但後人至今仍用保留祭祖、點燈、盆菜宴及秋祭等傳統儀式。